# 特洛伊陨击坑
特洛伊陨击坑(Troy)是火星卢娜沼区的一座小撞击坑，中心坐标位于北纬23.4度、西经52.7度处，直径约9.9公里，其名称取自美国爱达荷州小镇特洛伊，1976年被国际天文联合会行星系统命名工作组批准接受。

## 另请查看
- 火星撞击坑